# 西門子 (密歇根州)
西門子（英語：Siemens）是位於美國密歇根州戈吉比克縣貝瑟默鎮區的一個非建制地區。此地得名自德國發明家、企業家维尔纳·冯·西门子。

## 地理
西門子所處的海拔為高於海平面456米（即1496英呎），而該地所採用的時區為UTC-5，即北美东部時區（EST）。同時該地設有夏令時間，為UTC-5調快一小時，即UTC-4（EDT）。